# Piłka nożna na Igrzyskach Pacyfiku 2015 – turniej mężczyzn
Turniej mężczyzn w piłce nożnej na Igrzyskach Pacyfku 2015 w Papui-Nowej Gwinei był 14. edycją w historii Igrzysk.
Na turnieju wystąpić mogły tylko drużyny do lat 23. Rozgrywki po raz pierwszy w historii stanowiły również formę kwalifikacji do Letnich Igrzysk Olimpijskich. Format turnieju składał się z dwóch części. Najpierw zespoły zostały rozlosowane do 2 grup po 4 drużyny, gdzie grały systemem kołowym bez rewanżów. Dwie najlepsze drużyny z każdej grupy kwalifikowały się do faz pucharowych. Pierwsza z nich – faza kwalifikacji olimpijskich – obejmowała tylko członków Międzynarodowego Komitetu Olimpijskiego i miała za zadanie wyłonić uczestnika Letnich Igrzysk Olimpijskich 2016 ze strefy OFC. W niej pierwsze miejsce zajęła reprezentacja Fidżi. Druga faza – pucharowa – obejmowała tylko członków Rady Igrzysk Pacyfiku. Tytuł obroniła drużyna Nowej Kaledonii.

## Zespoły
W turnieju zagrało 8 drużyn.
| Reprezentacja          | Ostatni występ | Najlepszy wynik                                |
| ---------------------- | -------------- | ---------------------------------------------- |
| Fidżi U-23             | 2011           | I miejsce (1991, 2003)                         |
| Mikronezja U-23        | 2003           | Faza Grupowa (2003)                            |
| Nowa Kaledonia U-23    | 2011           | I miejsce (1963, 1969, 1971, 1987, 2007, 2011) |
| Nowa Zelandia U-23     | debiutant      | debiutant                                      |
| Papua-Nowa Gwinea U-23 | 2011           | III miejsce (1969, 1987)                       |
| Tahiti U-23            | 2011           | I miejsce (1966, 1975, 1979, 1983, 1995)       |
| Wyspy Salomona U-23    | 2011           | II miejsce (1991, 1995, 2011)                  |
| Vanuatu U-23           | 2011           | II miejsce (1971)                              |

### Możliwości kwalifikacji
Możliwości zakwalifikowania się do poszczególnych etapów turnieju:
| Reprezentacja          | Przynależność: | Przynależność: | Przynależność: | Przynależność:        |                                              | Kwalifikacja:                   | Kwalifikacja: |
| Reprezentacja          | OFC            | FIFA           | MKO            | Rada Igrzysk Pacyfiku | Kwalifikacje do Letnich Igrzysk Olimpijskich | Faza pucharowa Igrzysk Pacyfiku |               |
| ---------------------- | -------------- | -------------- | -------------- | --------------------- | -------------------------------------------- | ------------------------------- | ------------- |
| Fidżi U-23             | T              | T              | T              | T                     | T                                            | T                               |               |
| Mikronezja U-23        | N              | N              | T              | T                     | T                                            | N                               |               |
| Nowa Kaledonia U-23    | T              | T              | N              | T                     | N                                            | T                               |               |
| Nowa Zelandia U-23     | T              | T              | T              | N                     | T                                            | N                               |               |
| Papua-Nowa Gwinea U-23 | T              | T              | T              | T                     | T                                            | T                               |               |
| Tahiti U-23            | T              | T              | N              | T                     | N                                            | T                               |               |
| Wyspy Salomona U-23    | T              | T              | T              | T                     | T                                            | T                               |               |
| Vanuatu U-23           | T              | T              | T              | T                     | T                                            | T                               |               |

## Stadiony
| Port Moresby          | Port Moresby          | Port Moresby |
| --------------------- | --------------------- | ------------ |
| Bisini Sports Complex | Hubert Murray Stadium | Port Moresby |
| Pojemność: 1500       | Pojemność: 20 000     | Port Moresby |
|                       |                       | Port Moresby |

## Faza grupowa
Legenda:
- Msc. – miejsce,
- M – liczba rozegranych meczów,
- W – mecze wygrane,
- R – mecze zremisowane,
- P – mecze przegrane,
- Br+ – bramki zdobyte,
- Br− – bramki stracone,
- Pkt. – punkty (3 za zwycięstwo, 1 za remis, 0 za porażkę)

### Grupa A
| Msc. | Zespół          | M | W | R | P | Br+ | Br- | +/-  | Pkt |
| ---- | --------------- | - | - | - | - | --- | --- | ---- | --- |
| 1    | Tahiti U-23     | 3 | 2 | 1 | 0 | 32  | 1   | +31  | 7   |
| 2    | Fidżi U-23      | 3 | 1 | 2 | 0 | 39  | 1   | +38  | 5   |
| 3    | Vanuatu U-23    | 3 | 1 | 1 | 1 | 48  | 3   | +45  | 4   |
| 4    | Mikronezja U-23 | 3 | 0 | 0 | 3 | 0   | 114 | -114 | 0   |

### Kolejka 1
| 3 lipca 2015 10:00 CEST | Mikronezja U-23 | 0:30(0:10)Raport | Tahiti U-23 · 2', 34', 46', 52', 86' Maihi · 9', 48', 90+6' Hauata · 12', 20', 40', 45+2' Tehuritaua · 24', 38', 49', 54' Tehina · 34' Petitgas · 50', 51', 90+1' Tihoni · 60', 64', 66', 75', 82', 85' Tissot · 62' Taupotini · 90', 90+1', 90+4' Tetauira | Bisini Sports Complex, Port Moresby Sędzia: Ichikawa Polovili |
|                         |                 |                  | |                                                               |

| 3 lipca 2015 14:00 CEST | Fidżi U-23 · Chand 60' | 1:1(0:1)Raport | Vanuatu U-23 · 20' J. Kaltack | Bisini Sports Complex, Port Moresby Sędzia: Gerald Oiaka |
|                         |                        |                |                               |                                                          |

### Kolejka 2
| 5 lipca 2015 10:00 CEST | Mikronezja U-23 | 0:38(0:21)Raport | Fidżi U-23 · 2', 6', 27', 29', 30', 36', 53', 56', 66' Wasasala · 4', 9', 28', 43', 45+1', 45+4', 70', 85', 90+3', 90+7' Tuivuna · 8', 26', 40', 45+2', 45+3' Verevou · 10', 12', 24', 59', 67' Qasevakatini · 21', 63', 65', 76', 80' Prasad · 67' Waranaivalu · 79', 88' Nawakula · 90+6' Nakalevu | Bisini Sports Complex, Port Moresby Sędzia: Hillary Ani |
|                         |                 |                  | |                                                         |

| 5 lipca 2015 14:00 CEST | Tahiti U-23 · Tissot 70' · Hauata 80' | 2:1(0:0)Raport | Vanuatu U-23 · 54' B. Kaltack | Bisini Sports Complex, Port Moresby Sędzia: George Time |
|                         |                                       |                |                               |                                                         |

### Kolejka 3
| 7 lipca 2015 11:00 CEST | Vanuatu U-23 · T. Kaltack 2', 18', 27', 49', 53', 56' · Nicolls 3', 16', 37', 45+3', 50', 57', 61', 64', 65', 72' · J. Kaltack 4', 6', 17', 34', 37', 44', 45', 45+2', 47', 54' · Mansale 12', 20', 22', 29', 30', 36' · Damalip 14', 45+1' · B. Kaltack 23' · Nikiau 55' · Roqara 68', 89' · Manuhi 74' · Andrew 90' | 46:0(24:0)Raport | Mikronezja U-23 | Bisini Sports Complex, Port Moresby Sędzia: Ichikawa Polovili |
|                         | |                  |                 |                                                               |

| 7 lipca 2015 14:00 CEST | Tahiti U-23 | 0:0(0:0)Raport | Fidżi U-23 | Bisini Sports Complex, Port Moresby Sędzia: Gerald Oiaka |
|                         |             |                |            |                                                          |

### Grupa B
| Msc. | Zespół                 | M | W | R | P | Br+ | Br- | +/- | Pkt |
| ---- | ---------------------- | - | - | - | - | --- | --- | --- | --- |
| 1    | Nowa Zelandia U-23     | 3 | 3 | 0 | 0 | 8   | 0   | +8  | 9   |
| 2    | Nowa Kaledonia U-23    | 3 | 2 | 0 | 1 | 2   | 5   | -3  | 6   |
| 3    | Papua-Nowa Gwinea U-23 | 3 | 1 | 0 | 2 | 2   | 3   | -1  | 3   |
| 4    | Wyspy Salomona U-23    | 3 | 0 | 0 | 3 | 1   | 5   | -4  | 0   |

### Kolejka 1
| 3 lipca 2015 12:00 CEST | Nowa Zelandia U-23 · Patterson 29' · Rufer 40' | 2:0(2:0)Raport | Wyspy Salomona U-23 | Bisini Sports Complex, Port Moresby Sędzia: Ravitesh Behari |
|                         |                                                |                |                     |                                                             |

| 3 lipca 2015 15:00 CEST | Nowa Kaledonia U-23 | 0:1(0:0)Raport | Papua-Nowa Gwinea U-23 · 58' Kauma | Bisini Sports Complex, Port Moresby Sędzia: Robinson Banga |
|                         |                     |                |                                    |                                                            |

### Kolejka 2
| 5 lipca 2015 12:00 CEST | Nowa Kaledonia U-23 · Peter 85' (sam.) | 1:0(0:0)Raport | Wyspy Salomona U-23 | Bisini Sports Complex, Port Moresby Sędzia: Abdelkader Zitouni |
|                         |                                        |                |                     |                                                                |

| 5 lipca 2015 15:00 CEST | Papua-Nowa Gwinea U-23 | 0:1(0:0)Raport | Nowa Zelandia U-23 · 60' Patterson | Bisini Sports Complex, Port Moresby Sędzia: Norbert Hauata |
|                         |                        |                |                                    |                                                            |

### Kolejka 3
| 7 lipca 2015 11:00 CEST | Wyspy Salomona U-23 · Tome 87' | 1:2(0:1)Raport | Papua-Nowa Gwinea U-23 · 18' Semmy · 66' Sabua | Bisini Sports Complex, Port Moresby Sędzia: Ravitesh Behari |
|                         |                                |                |                                                |                                                             |

| 7 lipca 2015 14:00 CEST | Nowa Kaledonia U-23 | 0:5(0:2)Raport | Nowa Zelandia U-23 · 13' Hudson-Wihongi · 29', 61', 73' Rogerson · 46' Prelevic | Bisini Sports Complex, Port Moresby Sędzia: Abdelkader Zitouni |
|                         |                     |                |                                                                                 |                                                                |

## Kwalifikacje do Letnich Igrzysk Olimpijskich

### Półfinały
| 10 lipca 2015 11:00 CEST | Fidżi U-23 · Qasevakatini 4', 45+2', 54' | 3:1(2:1)Raport | Papua-Nowa Gwinea U-23 · 11' (k.) Semmy | Bisini Sports Complex, Port Moresby Sędzia: Norbert Hauata |
|                          |                                          |                |                                         |                                                            |

| 10 lipca 2015 14:30 CEST | Nowa Zelandia U-23 · Patterson 48' · Tuiloma 56' | 0:3 wo.(0:0)Raport | Vanuatu U-23 | Bisini Sports Complex, Port Moresby Sędzia: Ravitesh Behari |
|                          |                                                  |                    |              |                                                             |

### Finał
| 12 lipca 2015 18:00 CEST                                                                                 | Fidżi U-23 | 0:0 po dogrywce k. 4:3(0:0, 0:0, 0:0)Raport                                         | Vanuatu U-23 | Hubert Murray Stadium, Port Moresby Sędzia: Norbert Hauata |
| |            |                                                                                     |              |                                                            |
| |            | Rzuty karne                                                                         |              |                                                            |
| Antonio Tuivuna · Napolioni Qasevakatini · Garish Prasad · Kolinio Sivoki · Iosefo Verevou · Jale Dreloa |            | Brian Kaltack · Junia Vava · Bong Kalo · Tony Kaltack · Jean Kaltack · Remy Kalsrap |              |                                                            |

## Faza pucharowa Igrzysk Pacyfiku

### Półfinały
| 15 lipca 2015 11:00 CEST | Tahiti U-23 · Tissot 55' · Lucas 76' | 2:1(0:0)Raport | Papua-Nowa Gwinea U-23 · 83' Semmy | Bisini Sports Complex, Port Moresby Sędzia: Ravitesh Behari |
|                          |                                      |                |                                    |                                                             |

| 15 lipca 2015 14:30 CEST | Nowa Kaledonia U-23 · Ouka 5' · Decoire 42' | 2:1(2:1)Raport | Fidżi U-23 · 11' Qasevakatini | Bisini Sports Complex, Port Moresby Sędzia: Abdelkader Zitouni |
|                          |                                             |                |                               |                                                                |

### Mecz o 3. miejsce
| 17 lipca 2015 15:00 CEST | Papua-Nowa Gwinea U-23 · Aisa 8' · Komolong 90+1' | 2:1(1:0)Raport | Fidżi U-23 · 50' Tuivuna | Hubert Murray Stadium, Port Moresby Sędzia: Gerald Oiaka |
|                          |                                                   |                |                          |                                                          |

### Finał
| 17 lipca 2015 19:00 CEST | Tahiti U-23 | 0:2(0:1)Raport | Nowa Kaledonia U-23 · 30' Ouka · 70' (k.) Oiremoin | Hubert Murray Stadium, Port Moresby Sędzia: Ravitesh Behari |
|                          |             |                |                                                    |                                                             |

## Strzelcy
17 goli
- Jean Kaltack

11 goli
- Antonio Tuivuna

10 goli
- Bill Nicholls

9 goli
- Napolioni Qasevakatini
- Christopher Wasasala

8 goli
- Fred Tissot

6 goli
- Tony Kaltack
- Barry Mansale

5 goli
- Garish Prasad
- Iosefo Verevou
- Michel Maihi

4 gole
- Manuarii Hauata
- Mauarii Tehina
- Tevairoa Tehuritaua

3 gole
- Monty Patterson
- Logan Rogerson
- Tommy Semmy
- Raiamanu Tauira
- Yohann Tihoni

2 gole
- Manasa Nawakula
- Jim Ouka
- Dalong Damalip
- Brian Kaltack
- Abraham Roqara

1 gol
- Nickel Chand
- Ratu Nakalevu
- Tevita Waranaivalu
- Cédric Decoire
- Pierre Kauma
- Raphael Oiremoin
- Te Atawhai Hudson-Wihongi
- Luka Prelevic
- Alex Rufer
- Bill Tuiloma
- Patrick Aisa
- Alwin Komolong
- Jacob Sabua
- Tauatua Lucas
- Louis Petitgas
- Tehei Taupotini
- Davidson Tome
- Chris Andrew
- Zica Manuhi
- Nilua Nikiau

Gole samobójcze
- Allen Peter (dla Nowej Kaledonii)